# Biodegradacija
Biodegradacija je biokemični razkroj večjih organskih spojin na enostavnejše. V to skupino sodijo elementi, ki so nujni za rast in delovanje organizmov. Termin lahko označuje tudi razkroj škodljivih snovi, npr. za razkroj ogljikovodikov ali fenolov.
Biorazgradnja ima funkcijo inverzno s tistimi iz fotosinteze in nadaljnjih biosintetskih procesov, ki povzročajo biomase. Medtem ko fotosinteza proizvaja organske molekule iz anorganskih molekul, biorazgradnja zmanjšuje kompleksne organske molekule v enostavnejše sestavine postopoma, da bi jih končno pripeljale nazaj na anorganske faze. Ta proces, pri kateremu se človeštvo zaveda tudi pred rojstvom biokemije ( "Za prah si in v prah vas vrne" Genesis 3: 1-24), je opredeljen mineralizacije.
Biorazgradljivost je pojav, ki je zelo pomemben za okolje, ker mora osvoboditi odpadke, da bi naredili prostor za novo življenje. Drevesa, rastline, alge, to je vse iz fotosintetskih organizmov, zaradi sonca so sposobni absorbirati sedanjost ogljikovega dioksida v ozračju in ga uporabiti za sintezo sladkorjev v organskih molekulah na dnu mase organskih snovi, ki je v biosferi .
Prek živilske verige je pretok snovi in energije prehodov iz rastlin (proizvajalcev) na rastlinojede (primarni porabniki), od teh do zveri (sekundarni potrošniki). Ta mehanizem bo postal hitro blokiran, če ne bo bilo obratne možnosti, in sicer tiste, ki omogočajo, da se sprosti ogljikov dioksid iz mrtve organske snovi, ki zagotavlja kroženje snovi. Proces biorazgradljivosti, v naravnem ravnovesju, enako dostojanstveno do fotosinteze, ki je rezultat in hkrati odhod. Biorazgradnjo izvajajo razkrojevalci, mikroorganizmi (glive, bakterije, praživali), ki rastejo na mrtvih organskih snoveh ali odpadkih iz ekosistema.
Iz kemičnega vidika biorazgradnje je oksidacija organskih spojin. Najbolj pomemben proces oksidacije pa je celično dihanje, ki omogoča sproščanje ogljikovega dioksida in zapiranje biogeokemičnega cikla ogljika.

## Dejavniki, ki vplivajo na hitrost
V praksi so skoraj vse kemijske spojine in materiali predmet biorazgradnje, ključ je relativna stopnja teh procesov (minute, dnevi, leta, stoletja ...) Številni dejavniki določajo hitrost razgradnje organskih spojin  Najpomembnejši dejavniki vključujejo svetlobo, vodo in kisik. Temperatura je pomembna tudi zato, ker kemijske reakcije reagirajo hitreje pri višjih temperaturah. Stopnja razgradnje mnogih organskih spojin, je omejena z njihovo biološko uporabnostjo. Spojine morajo biti izdane v raztopino, preden se lahko organizmi v njih razgradijo. 
Biorazgradljivost lahko merimo na več načinov. Testi respirometričnih se lahko uporabljajo za aerobne mikrobe. Prvi daje trden vzorec odpadkov v posodi z mikroorganizmi in prstjo, ter nato zrači mešanico. Tekom nekaj dni, mikroorganizmi prebavavljajo vzorce korak za korakom in ogljikov dioksid - posledično količina CO2 služi kot pokazatelj degradacije. Biorazgradljivost se lahko meri tudi z anaerobnimi mikrobi in količino metana ali zlitine, ki so jih sposobni proizvajati. V formalni znanstveni literaturi proces imenujemo biološka sanacija.

## Plastika
Plastika se razgrajuje na zelo spremenljivi obrestni meri. Vodovod je na osnovi PVC, in je posebej izbran za predajo odplak, saj se PVC biološko razgrajuje zelo počasi. Nekateri embalažni materiali so se razvili, da bi se razgradili takoj po izpostavitvi v okolje.  Primeri sintetičnih polimerov, ki se hitro razgrajujejo vključujejo polikaprolakton, drugi pa so poliestri in aromatski-alifatski estri, zaradi njihovih estrov vezi so dovzetne za napad z vodo. Znan primer je poli-3-hidroksibutirat je obnovljivo izpeljana polimlečna kislina in sintetični polikaprolakton. Ostali so na osnovi celuloze, celulozni acetat in celuloid (celuloznega nitrata).
Polimlečna kislina je primer iz umetne snovi, ki se biološko hitro razgradi.
Pod pogoje z malo kisika se biorazgradljiva plastika razgradi počasneje in s proizvodnjo metana, kot drugi organski materiali. Proces razčlenitve je pospešiti namensko kompost. Na osnovi škroba se plastika razgradi v dveh do štirih mesecih v domačo kompost, medtem ko je polimlečna kislina večinoma nerazkrojena, ker zahteva višje temperature.  Polikaprolakton in polikaprolakton škroba so kompoziti,ki se razgrajujejo počasneje, vendar jim vsebnost škroba pospešuje razkroj, ki jih za seboj zapusti porozna površina polikaprolaktona na visoko površino, kljub temu pa je potrebno več mesecev.  Leta 2016 je bilo ugotovljeno, bakterija z imenom Ideonella sakaiensis da razgrajuje PET.
Mnogi proizvajalci plastike so šli tako daleč, da so tudi povedali, da je njihova plastika za kompostiranje, običajno seznam koruznega škroba kot sestavina. Vendar pa so te trditve vprašljive, ker industrija plastike deluje pod lastno definicijo kompostiranja:
"Tista, ki je sposobna postopku biološke razgradnje v mestu komposta tako, da se material ne vizualno razlikuje in razgradi v ogljikov dioksid, vodo, anorganske spojine in biomaso s hitrostjo, ki je skladna z znanimi kompostiranji materialov." (Ref: ASTM D 6002) 
Izraz "kompostiranje" se pogosto uporablja neuradno za opis biološke razgradnje embalažnih materialov.

## Biološko razgradljivi tehnologija
Leta 1973 je bilo prvič dokazano, da se poliester razgradi, ko ga odstranijo iz bioaktivne snovi , kot je zemlja. Poliestri so odporni na vodo in jih je mogoče staliti in oblikovati v liste , steklenice in druge izdelke, ki so kot nekatere vrste plastike, in je sedaj tudi na voljo kot biološko razgradljiv izdelek. Po Polyhydroxylalkanoates ( PHAs ) so mikrobi , proizvedeni neposredno iz obnovljivih virov . So približno 95 % mobilnih bakterij in se lahko manipulirajo z genetskimi strategijami . Sestavo in biorazgradljivost PHAs lahko reguliramo z njenim mešanjem z drugimi naravnimi polimeri. Leta 1980 je družba ICI Zenecca prodajala PHAs pod imenom BIOPOL . Ta je bila uporabljena za izdelavo šamponovih plastenk in drugih kozmetičnih izdelkov . Odziv potrošnikov je bil nenavaden . Potrošniki so pripravljeni plačati več za ta izdelek , saj je naravno in biološko razgradljiv , česar prej ni bilo. 
Zdaj je biorazgradljiva tehnologija zelo razvita na trgu z aplikacijami za pakiranje izdelkov, proizvodnje in medicine. Biološko razgradljiva tehnologija se ukvarja s proizvodnjo znanosti biološko razgradljivih materialov. To določajo mehanizmi, ki temeljijo na znanosti rastlinske genetike v procesih danes. Znanstveniki in proizvodne družbe lahko pomagajo na vpliv podnebnih sprememb z razvojem uporabe rastlinske genetike, da posnemajo nekatere tehnologije. Z opazovanjem rastlin, kot so biološko razgradljive snovi, pridelane s fotosintezo, odpadki in toksini se lahko zmanjšajo. 
Okso-biološko razgradljiva tehnologijo, ki je še naprej razvijala biološko razgradljive plastike, se je tudi pojavila. Okso-biorazgradnja je opredeljena v CEN (Organizacija evropski standardi) kot "degradacije, ki je posledica oksidativnega, in pojav celic posredovano, hkrati ali zaporedoma." Medtem ko je včasih opisan kot "okso-kose razdeljive," in "okso-razgradljivih" to opisuje le prvo ali oksidativno fazo. Ti opisi, se ne smejo uporabljati za snovi, ki se razgradijo s postopkom okso-biorazgradljivosti opredeljene po CEN, pravilen opis je "okso-biorazgradljivi."
S kombiniranjem plastičnih izdelkov z zelo veliko polimernih molekul, ki vsebujejo le ogljik in vodik, s kisikom v zraku, se izdeleku izda sposobna dekompozicija v kjerkoli od enega tedna pa do dveh let. Ta reakcija se pojavi tudi brez prodegradant aditivov, vendar zelo počasi. Zato pri konvencionalni plastiki, traja dolgo, ko jo zavržemo v okolju. Okso-biološko razgradljive formulacije spodbujajo in pospešujejo proces biorazgradnje, vendar je potrebno veliko znanja in izkušenj za uravnoteženje sestavin v formulacijah, da se zagotovi, da izdelek z življenjsko dobo za določen čas, ki ji sledi degradacija in biorazgradnja. 
Biološko razgradljiva tehnologija je še posebej uporabljena v bio-medicinski skupnosti. Biorazgradljivi polimeri so razdeljeni v tri skupine: zdravstvene, ekološke in dvojne aplikacije, medtem ko jih glede na izvor razdelimo v dve skupini. Naravni in umetni  Technology Group Clean izkorišča uporabo superkritičnega ogljikovega dioksida, ki je pod visokim tlakom pri sobni temperaturi, topilo, ki se lahko uporablja v biološko razgradljive plastike, da prevleko polimeru drog. Polimer (pomeni material sestavljen iz molekul s ponavljanjem strukturnih enot, ki tvorijo dolgo verigo) se uporablja za enkapsulacijo zdravila pred injekcijo v telesu in je na osnovi mlečne kisline, spojine, običajno proizvedenega v telesu in je tako sposoben, da se izloča naravno. Obloga je zasnovana za nadzorovano sproščanje v časovnem obdobju, zmanjšuje število potrebnih injekcij in največjo terapevtsko korist. Profesor Steve Howdle navaja, da so biorazgradljivi polimeri posebej privlačni za uporabo v doziranju zdravil, kot so se nekoč vnašali v telo, da ne potrebujejo pridobivanja ali nadaljnje manipulacije in se razgradijo v topne, nestrupene stranske proizvode. Različni polimeri degradirajo na različnih stopnjah v telesu in s tem polimerov izbor lahko prilagajamo za doseganje stopenj želenega sproščanja. 
Druge biomedicinske aplikacije vključujejo uporabo biološko razgradljivih , elastično oblikovanih spominskih polimerov . Nerazgradljivi implant materiali se lahko sedaj uporabljajo za minimalno invazivne kirurške posege prek razgradljivih termoplastičnih polimerov . Ti polimeri so zdaj sposobni spremeniti svojo obliko s povečanjem temperature , zaradi česar oblika pomnilniške zmogljivosti, kot tudi enostavno razgradljivo šivanje . Kot rezultat, lahko s fit vsadki zdaj skozi majhne zareze , zdravniki enostavno izvajajo kompleksne deformacije in šivanje in druge materialne pomočnike lahko naravno biološko razgradimo po končani operaciji . 

## Izvor biorazgradljivo
Prva znana uporaba besede v biološkem besedilu je bila leta 1961, ko so zaposleni opisali razdelitev materiala v osnovnih sestavinah ogljika, vodika in kisika. Zdaj je biorazgradljivo pogosto povezano z okolju prijaznimi izdelki, ki so del prirojenega cikla zemelje in se lahko razgradijo nazaj v naravne elemente.